# زينب كوبولد
الليدي إفلين زينب كوبولد (بالإنجليزية: Lady Evelyn Cobbold) (1867 - 1963 م) هي مستشرقة اسكتلندية.
ولدت في ادنبره في أسرة ارستقراطية. اعتنقت الإسلام وأدت فريضة الحج سنة 1351 هـ / 1933 م. ونشرت كتابًا عن أدائها للحج باسم «الحج إلى مكة» Pilgrimage to Mecca، (لندن، 1934 م). وقد نقله حسن بن علي خياط إلى العربية باسم «خطوة بخطوة في حج إلى مكة مع افلين زينب كوبولد» (مكة، 1426 هـ).